# Georg von Werthern (Diplomat)

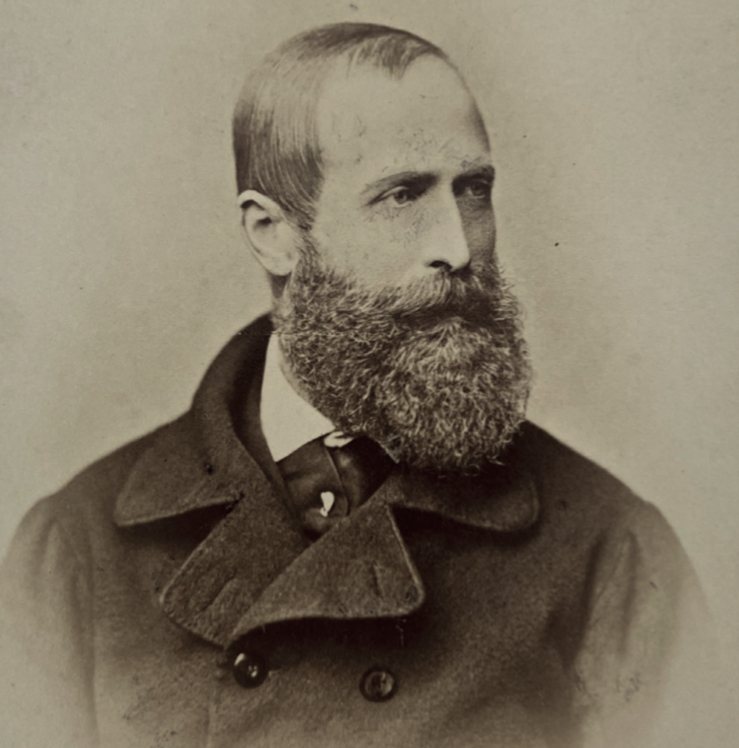
Georg Graf von Werthern-Beichlingen

Georg Graf und Herr von Werthern-Beichlingen (* 20. November 1816 in Beichlingen; † 2. Februar 1895 ebenda) war ein deutscher Kammerherr und Diplomat und als solcher Legationsrat, außerordentlicher Gesandter und bevollmächtigter Minister in preußischen Diensten.

## Leben

### Herkunft und Karriere
Georg Freiherr von Werthern-Beichlingen wuchs als Sohn des großherzoglich-sächsischen Oberkammerherrn Ottobald von Werthern-Beichlingen (1794–1878) und seiner Gattin Luise Amalie, geb. von Rotberg (1794–1857), auf Schloss Beichlingen in der preußischen Provinz Sachsen sowie in der Residenzstadt Weimar auf. Nach dem Besuch der Klosterschule Donndorf sowie der Landesschule Pforta nahm er 1836 ein Studium auf. 1848 wurde er preußischer Gesandter in Turin und ging im Folgejahr nach Madrid. 1852 wurde er als Gesandter nach Wien berufen. Im folgenden Jahr wechselte er als Legationsrat nach Sankt Petersburg, später als Gesandter 1859 nach Athen und 1862 nach Konstantinopel und Lissabon.

### Die spanische Thronkandidatur
1864 kehrte Werthern nach Madrid zurück. In seiner neuen Stellung, nunmehr als Gesandter, spielte er, vermutlich auf Weisung Bismarcks, eine wichtige Rolle bei der Anregung zur Kandidatur des Erbprinzen Leopold von Hohenzollern-Sigmaringen für den spanischen Thron, dessen baldige Vakanz schon Jahre vor dem Ausbruch der spanischen Revolution von 1868 abzusehen war. Bereits im Herbst 1866 hatte er ein Gespräch mit Mitgliedern der spanischen Unión Liberal. Diese sprachen von einem baldigen Sturz der Königin und einen möglichen Nachfolger; Werthern sagte ihnen, der geeignetste sei Leopold. Als er Ende 1866 wieder in Deutschland war, so behauptete Werthern später, habe er Leopolds Vater Karl Anton auf die Sache aufmerksam gemacht; jedenfalls kann Karl Anton nicht sehr beeindruckt gewesen sein.
Von Werthern erkannte den strategischen Wert eines deutschen Prinzen sowohl auf dem spanischen Thron als auch auf dem Rumänischen, wie aus seinem Brief vom 4. Februar 1867 an Prinzessin Alexandrine von Preußen, die Schwester von Kaiser Wilhelm I., hervorgeht:

„Vergegenwärtigt man sich die Weltstellung [...], wenn S.M. der König [Wilhelm I.] als Kaiser von Deutschland durch den Prinzen Karl von Rumänien die linke Hand auf dem Orient, die rechte durch einen anderen Prinzen des Hauses auf Spanien legen könnte [...].“

### Preußischer Gesandter im Königreich Bayern und Lebensende

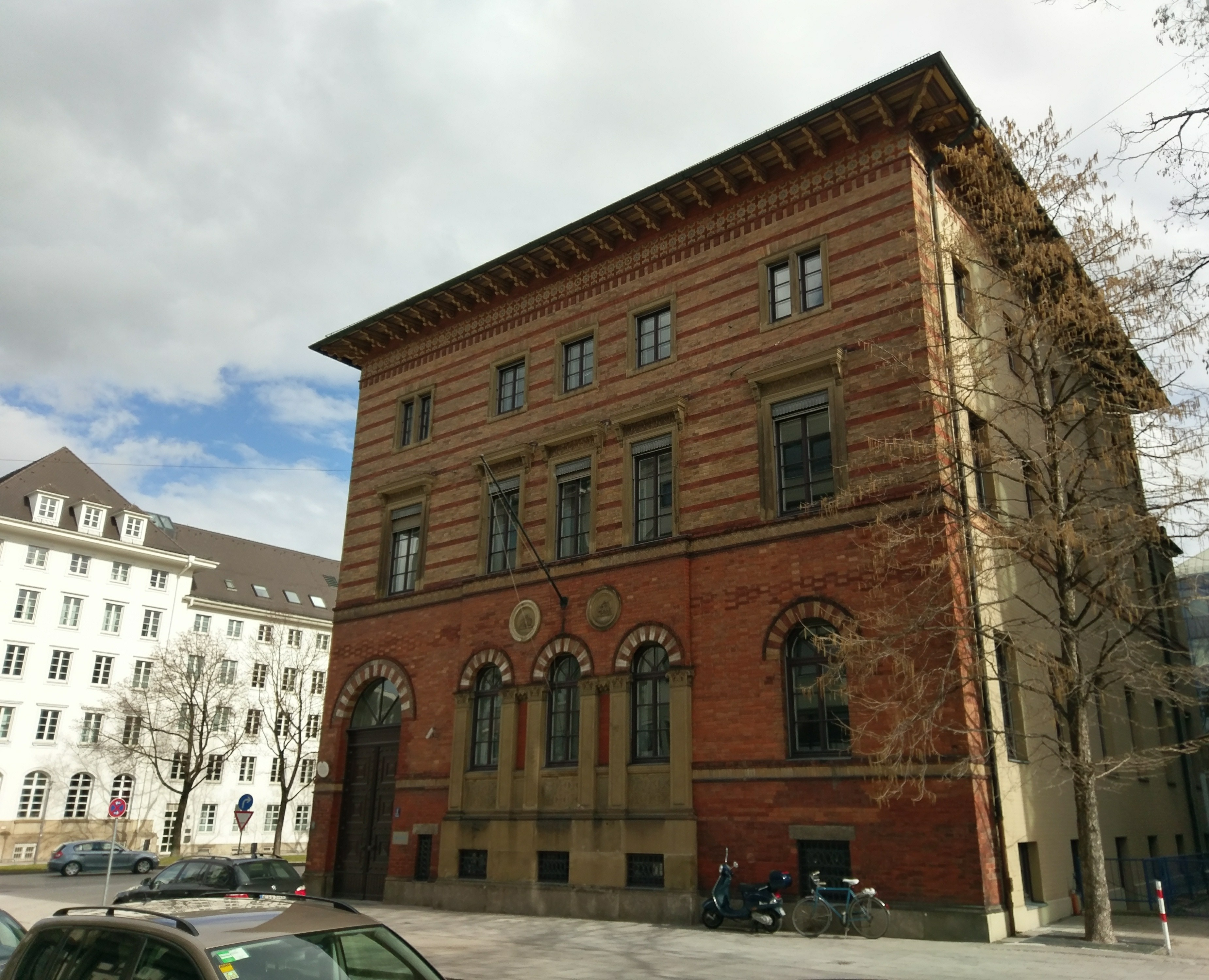
Palais Dürckheim, ehemalige Preußische Gesandtschaft in München

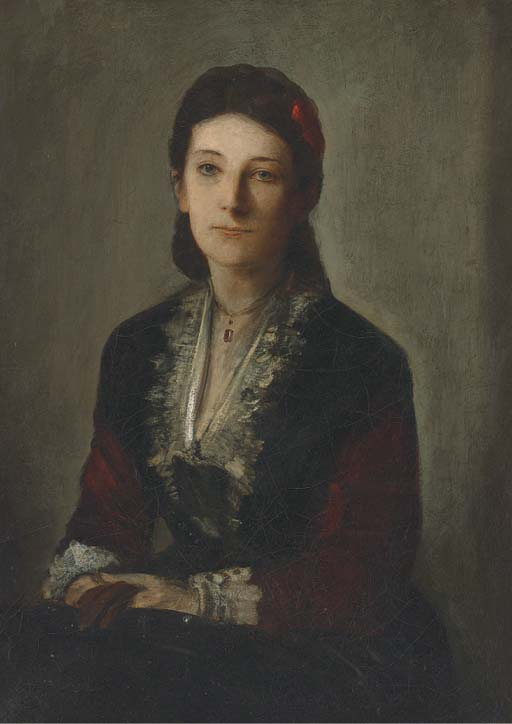
Gertrud Gräfin von Werthern-Beichlingen. Gemälde von Franz von Lenbach, 1870

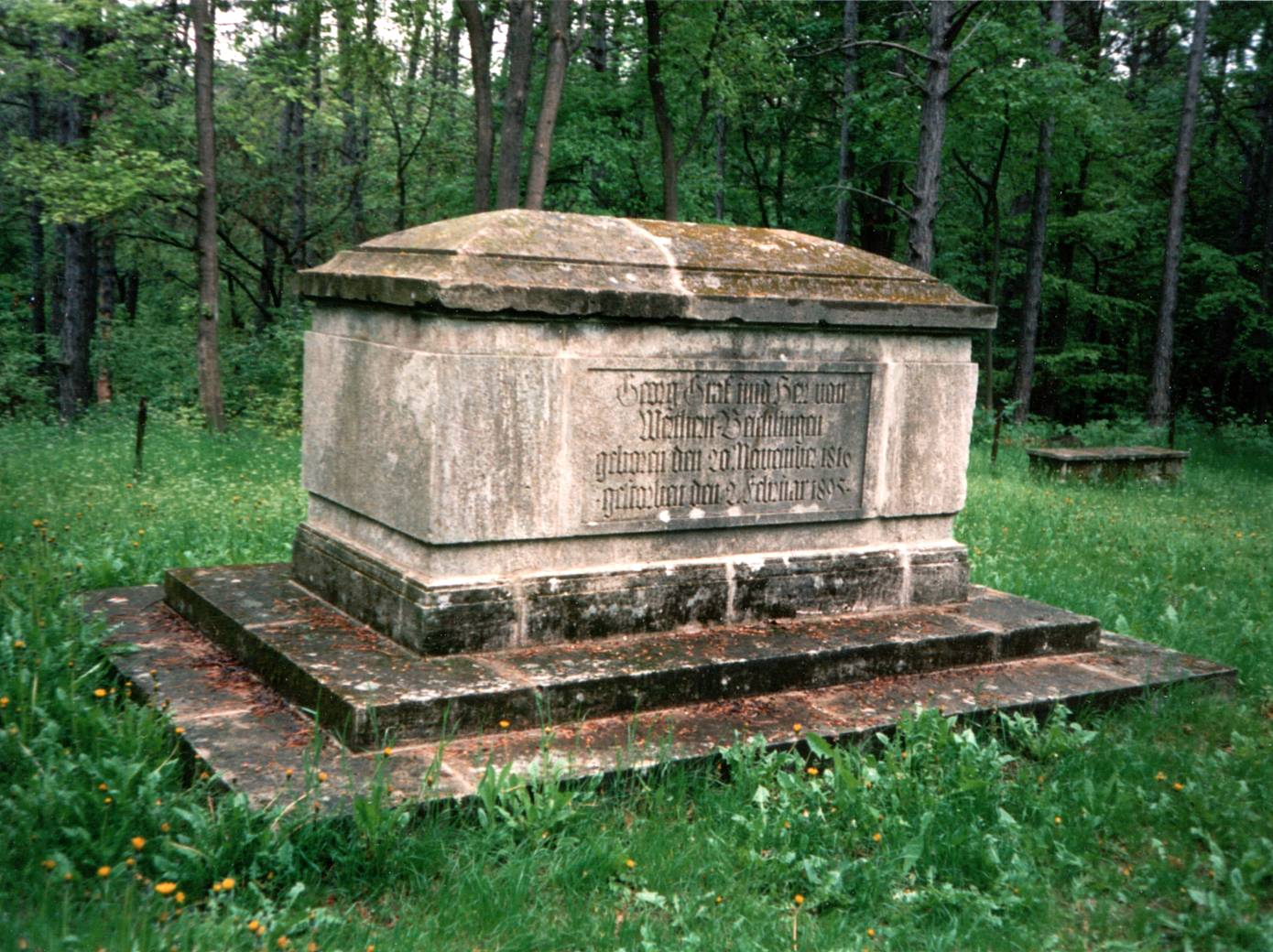
Grabmal auf dem Weißen Berg bei Schloss Beichlingen

1867 ging als preußischer Gesandter nach München, wo er viele Jahre am Hofe Ludwigs II. von Bayern weilte. Bei den Verhandlungen zum Beitritt Bayerns zum Norddeutschen Bund und zur Reichsgründung 1870/71 spielte er wiederum eine wichtige Rolle. So verfasste er am 25. August 1870 einen an Graf Holnstein adressierten Brief, mit dem er bei Ludwig II. die Initiative zur Reichsgründung voranbringen wollte. Werthern schrieb diesen Brief ohne Rücksprache mit Bismarck und eröffnete hierin erstmals gegenüber dem bayrischen König die Möglichkeit einer finanziellen Zuwendung im Falle seiner Unterstützung an der Reichsgründung. Ab Mitte November 1870 trieben Werthern und Holnstein maßgeblich unter Umgehung des bayrischen Außenministers von Bray die Idee der Kaiserproklamation durch Ludwig II. voran. Als treibendes Motiv nutzen sie die Abwendung finanzieller Nöte durch preußische Zuwendungen zu den Bauprojekten des Königs. So telegraphierte er am 19. November 1870 an Bismarck:

„Der König von Bayern ist durch Bauten und Theater in große Geldverlegenheit geraten. Sechs Millionen würden ihm sehr angenehm sein, vorausgesetzt, daß die Minister es nicht erfahren.“ Für diese Summe würde er „sich auch zur Kaiser-Proclamation und Reise nach Versailles entschließen.“

1888 ging er in den Ruhestand und übernahm von seinem verstorbenen Bruder die Verwaltung des Familiengutes. Als Zeichen seines Ansehens, schrieb der Minister Freiherr von Crailsheim bei Gelegenheit der Verleihung des Kronen-Ordens mit Brillanten durch den Prinz-Regenten an den Grafen:

„In einem bedeutsamen Zeitabschnitt, in welchen der glorreiche gemein- same Krieg und die Schaffung des Reiches fallen, waren Seine Excellenz mit der Vertretung des deutschen Führerstaates in Bayern betraut. In dieser Stellung haben Sie, den Blick auf das nothwendige Einheitliche mit einer gerechten Würdigung der Besonderheiten des Landes, zu dem Sie gesendet waren, verbindend, zu der Entwickelung und Pflege des, für die Zukunft der Nation unentbehrlichen, engen und freundschaftlichen Verhältnisses zwischen Preußen und Bayern in hervorragender Weise beigetragen und, neben dem vollen Vertrauen der Bayerischen Regierung, auch in weiten Kreisen der Bevölkerung Sich Liebe und Verehrung zu erwerben gewußt. Die Erinnerung an dieses einsichtsvolle, loyale und erfolgreiche Wirken wird hier nicht erlöschen.“

Er hatte ein enges Vertrauensverhältnis zu Bismarck und legte eine umfangreiche Handschriftensammlung an. Erst mit dem Tod seines Vaters im Jahr 1878, der 1840 in den Grafenstand erhoben worden war, ging der Grafentitel auf ihn über, da er an den Besitz der Herrschaft Beichlingen gebunden war, den nur das jeweilige Familienoberhaupt innehatte.
Kurz vor seinem Tod verfasste er seine umfangreichen Lebenserinnerungen, die sogenannten Hausbücher, die eine außerordentlich reichhaltige Quelle für die preußische und bayrische Geschichte in der Zeit der deutschen Reichsgründung 1871 und danach darstellen. Allerdings waren sie nicht zur Veröffentlichung bestimmt. „Mein Schriftwechsel mit Bismarck über die Reichseinigung 1871“ sollte erst 50 Jahre nach Georg von Wertherns Tod geöffnet werden (1948).
Georg von Werthern ließ sich auf dem Weißen Berg bei Schloss Beichlingen beisetzen. Sein Reitpferd sollte den Trauerzug begleiten. Er bestimmte auch, dass vier wilde Birnbäume um die Stätte gepflanzt würden, „damit die Dachse nachts die Früchte holen könnten“. Das von Hans Bernoulli entworfene Grabmal hat die Form eines Sarkophages auf Stufenunterbau und ist der Wetterbeständigkeit halber in den einfachsten Formen gehalten. Die Inschrift ist in gotischen Lettern auf der einen Längsseite angebracht. Eine Einfassung zum Schutz gegen das Wild umschließt die Kuppe des Hügels; der Zugang, ein schmiedeeisernes Gittertor zwischen Werksteinpfosten, liegt an der dem Schloß zugewandten Seite. Das Material des Grabmals wie der Torpfosten ist fränkischer Muschelkalkstein. Die Ausführung der Steinmetzarbeiten wurde von Holzmann & Co. besorgt, das Gittertor von  Julius Schramm ausgeführt.

### Ehrungen
Bei seinem feierlichen Abschied in München 1888 verlieh ihm Prinzregent Luitpold das Großkreuz mit Brillanten des Verdienstordens der Bayerischen Krone.
Daneben war er Träger des:
- Mecidiye-Orden 1. Klasse;
- Großkreuzes des Christusordens;
- Ordens der Heiligen Mauritius und Lazarus als Commandeur
- Großkreuzes des Erlöser-Ordens.

## Familie
Graf Werthern heiratete am 1. Oktober 1863 auf Schloss Beichlingen Gertrud Sophie Auguste Adolphine von Bülow (1841–1919). Sie hatten fünf Kinder:
- Hans Thilo Graf und Herr von Werthern-Beichlingen (1864–1918) ⚭ 1899 Melanie Gräfin Hue de Grais (1875–1933)
- Elisabeth Freiin und Herrin von Werthern-Beichlingen (1866–1941) ⚭ 1896 Aimé von Palézieux-Falconnet († 1907)
- Ottobald Friedrich Freiherr und Herr von Werthern-Beichlingen (1868–1907)
- Thilo Friedemann Freiherr und Herr von Werthern-Beichlingen (1870–1918)
- Georg Heinrich Freiherr und Herr von Werthern-Beichlingen (1874–1947) ⚭ 1911 Anna Elisabeth Gräfin zu Stolberg-Wernigerode (1887–1952).
  - Ottobald Christian-Ernst Graf und Herr von Werthern-Beichlingen (* 1912)[7]
  - Gertrud Freiin und Herrin von Werthern-Beichlingen (1913–1987) ⚭ I. 1933 Hermann Otto Erbprinz zu Solms-Hohensolms-Lich (1902–1940); Sohn: Hermann Otto Solms; ⚭ II. 1950 Hans Joachim Sell

## Zeugnis

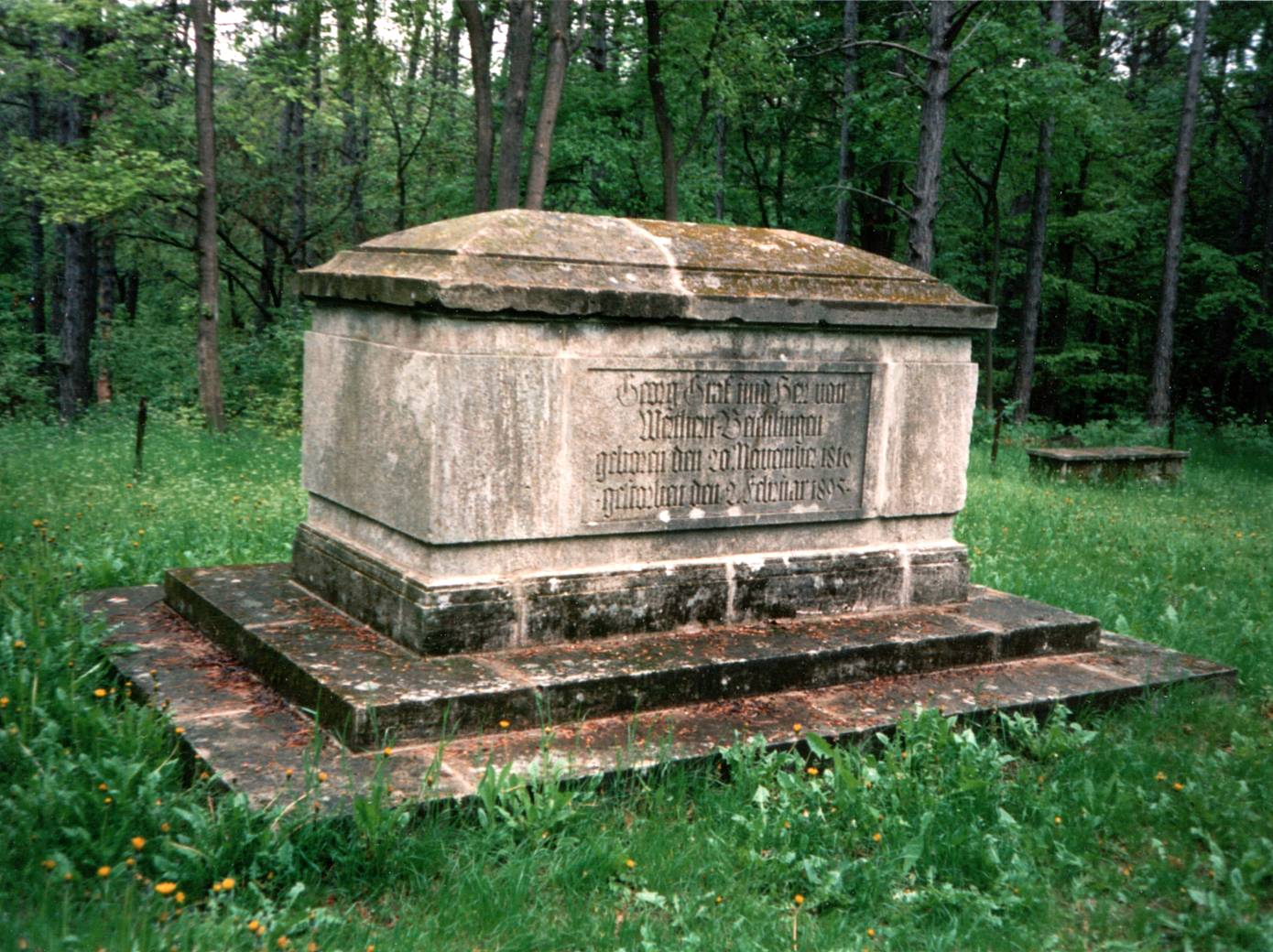
Grabmal auf dem Weißen Berg bei Schloss Beichlingen

Harry Graf Kessler, der Graf Werthern im Sommer 1888 auf Norderney kennengelernt hatte, beschreibt ihn in seinen Memoiren folgendermaßen:

„Der alte Graf war eine durchaus romantische Erscheinung. Er hatte noch die Statur der vorbismarckischen Zeit. Mit seinem langen Bart, in einen alten, faltenreichen Lodenmantel eingehüllt, erinnerte er an den ‚Harfner‘ in ‚Wilhelm Meister‘. Seine Mutter war in Weimar im Goethekreis groß geworden. Als er fünf oder sechs Jahre alt war, hatte sie ihn, so erzählte er, an einem Maimorgen in die Schlosskapelle in Beichlingen geführt und am Altar auf einen Strahl der aufgehenden Sonne schwören lassen, dass er immer dem Licht, der Wahrheit und der Schönheit dienen werde. Als er starb, fand man eine Anordnung, dass er in seinem Walde unter einer alten Eiche mit seinem Lieblingspferd beigesetzt werden wollte.“